# Курикулум
Курикулум је дефинисани програм студија у образовној институцији. Термин се често посебно односи на планирани редослед наставе, или на поглед на ученикова искуства у смислу наставних циљева васпитача или школе. Наставни план и програм може укључити планирану интеракцију ученика са наставним садржајем, материјалима, ресурсима и процесима за евалуацију постизања образовних циљева. Наставни планови и програми су подељени у неколико категорија: експлицитни, имплицитни (укључујући скривене), искључени и ваннаставни.
У школама социјалног рада, курикулум укључује само одређени број фиксираних предмета и велики број изборних предмета, институција и НВО у којима се може обавити пракса или остварити другачије образовно искуство.

## Етимологија
Реч „курикулум“ почела је као латинска реч која значи „трка“ или „ток трке“ (што заузврат потиче од глагола currere што значи „трчати/наставити“). Ова реч је са модерног латинског пренета употреба класичног латинског наставног курикулума „трчање, курс, каријера” (такође „брза кочија, тркачки аутомобил”), од currere „трчати” (из PIE корена *kers- „трчати "). Прва позната употреба у образовном контексту је у Professio Regia, делу Петруса Рамуса професора Универзитета у Паризу објављеном постхумно 1576. године. Термин се касније појављује у записима Универзитета у Лајдену 1582. године.  Сматра се да је порекло речи блиско повезано са калвинистичком жељом да се уведе већи ред у образовање.
До седамнаестог века, Универзитет у Глазгову је такође назвао свој „курс“ студија „курикулумом“, што је довело до прве познате употребе термина на енглеском 1633. године. До деветнаестог века, европски универзитети су се рутински позивали на свој курикулум како би описали како комплетан курс студија (као нпр. за диплому из хирургије), тако и одређене курсеве и њихов садржај. До 1824. године та реч је дефинисана као „курс, посебно фиксни курс студија на колеџу, универзитету или школи“.

## Дефиниције и тумачења

### Професионална тумачења
Не постоји опште усаглашена дефиниција наставног плана и програма. Неке утицајне дефиниције комбинују различите елементе како би описале наставни план и програм на следећи начин:
- Кроз дела Смита,[13] Дјуија[14] и Келија,[15] четири типа наставних планова и програма могу се дефинисати као:
  - Експлицитни наставни план и програм: предмети који ће се предавати, идентификована „мисија“ школе, и знања и вештине које школа очекује да стекну успешни ученици.
  - Имплицитни наставни план и програм: лекције које произилазе из културе школе и понашања, ставова и очекивања који карактеришу ту културу, ненаменски наставни план и програм.
  - Скривени наставни план и програм: ствари које студенти уче, „због начина на који је рад школе планиран и организован, али које саме по себи нису отворено укључене у планирање, те чак ни у свест оних који су одговорни за школско уређење.[16] Сам израз се приписује Филипу В. Џексону и не сматра се увек да је негативан. Скривени наставни план и програм, уколико се оствари његов потенцијал, могао би да користи ученицима у свим образовним системима. Такође, то не укључује само физичко окружење школе, већ и односе који се формирају или не формирају између ученика и других ученика, или чак ученика и наставника.[17]
  - Изузети наставни план и програм: теме или перспективе које су посебно искључене из наставног плана и програма.
- Он може постојати и у облику ваншколских активности. Ово може укључивати програме које спонзорира школа, који имају за циљ да допуне академски аспект школског искуства или програме и активности у заједници. Примери ваннаставних програма које спонзорирају школе укључују спорт, академске клубове и извођачке уметности. Програми и активности у заједници могу се одвијати у школи након радног времена, али нису директно повезани са школом. Програми засновани на заједници често проширују наставни план и програм који је уведен у учионици. На пример, ученици се могу упознати са очувањем животне средине у учионици. Ово знање се даље развија кроз програм заснован на заједници. Учесници затим делују на основу својих сазнања стечених пројектом конзервације. Ваншколске активности у заједници могу укључивати „клубове за заштиту животне средине, извиђаче, и верске групе“.[18]

### Врсте наставних планова и програма
Наставни план и програм се може посматрати из различитих перспектива. Оно што друштва сматрају важним подучавањем и учењем представља „предвиђени“ наставни план и програм. Пошто се обично представља у званичним документима, може се назвати и „писаним“ или „званичним“ наставним планом и програмом. Међутим, на нивоу учионице, овај предвиђени наставни план и програм може бити измењен низом сложених интеракција у учионици, а оно што се стварно испоручи може се сматрати „примењеним“ наставним планом и програмом. Оно што ученици заиста поуче (тј. што се може проценити и демонстрирати као исходи учења или компетенције) чини „постигнути“ или „научени“ наставни план и програм. Поред тога, теорија курикулума указује на „скривени“ курикулум (тј. ненамерни развој личних вредности и веровања ученика, наставника и заједница; неочекивани утицај наставног плана и програма; или непредвиђени аспекти процеса учења). Они који развијају предвиђени наставни план и програм треба да имају у виду све ове различите димензије курикулума. Док „писани“ курикулум не исцрпљује значење курикулума, он је важан јер представља визију друштва. „Писани“ наставни план и програм се обично изражава у свеобухватним документима прилагођеним корисницима, као што су оквири курикулума или предметни наставни планови/наставни планови и програми, и у релевантним и корисним материјалима за учење, као што су уџбеници, водичи за наставнике и водичи за оцењивање.